# Prolom, Plovdiv
Prolom (în bulgară Пролом) este un sat în comuna Karlovo, regiunea Plovdiv,  Bulgaria. 

## Demografie
Componența etnică a satului Prolom
     Bulgari (75,63%)
     Romi (23,35%)
     Nicio identificare (1,01%)
     Altele (0%)
La recensământul din 2011, populația satului Prolom era de 394 locuitori. Din punct de vedere etnic, majoritatea locuitorilor (75,63%) erau bulgari, cu o minoritate de romi (23,35%). Pentru 1,01% din locuitori nu este cunoscută apartenența etnică.